# Сурб Саркіс (Феодосія)
Сурб Саркіс (вірм. Սուրբ Սարգիս եկեղեցի, Surb Sargis ekeġec'i – церква Святого Сергія) — пам'ятка архітектури національного значення, середньовічна вірменська церква у Феодосії. Усипальниця Ованеса Айвазяна.

## Історія

### Будівництво
Споруджена у 1363 році вірмено-григоріанською громадою на території міської цитаделі. Традиційно вважається найдавнішим вірменським храмом Феодосії.

### Середньовіччя
У 14 — 16 століттях Сурб Саркіс був вогнищем вірменської вченості та культури. При храмі діяв один із найбільших тогочасних вірменських скрипторіїв, розвивалося мистецтво мініатюри і гравюри. Тут творили відомі художники, філософи, поети та історики: Симеон, Бабердеці, Степанос, Карнеці, Аветіс, Аракел, Крістосатур, Авраменц.
Рукописи зі скрипторію Сурб Саркіс зберігаються у Національній бібліотеці Парижу, бібліотеках вірменського Патріархату у Єрусалимі та вірменських мхитаристів у Відні, фондах Матенадарану (зокрема 29 рукописів з підписом Нікогайоса Цахкарара (†1693), вірш «Історія країни Крим» поета 18 століття Мартроса Кримеці, рукописне Євангеліє 1649 року).

### 19—20 століття
З 1811 року (часу утворення Феодосійського музею старожитностей) в церкві накопичувалися кам'яні плити з написами, що стали в 20 столітті основою лапідарію Феодосійського краєзнавчого музею. У зв'язку з підтопленням церкви восени 1986 року експонати вивезені в основне музейне приміщення.
У 1888 році постраждала від пожежі церква відбудована коштом її прихожанина Ованеса Айвазяна. Життя великого художника-мариніста нерозривно пов'язане із храмом — тут його хрестили у 1817 році, тут він вінчався, тут його відспівали і поховали в церковній огорожі у 1900 році. За заповітом Айвазовського церква і школа при ній отримали 50000 рублів.
При радянській владі реставрувалася протягом 1965—1970 років. Під час будівництва житлових будинків на прилеглій території у 1970 році було порушена старовинну дренажну систему, внаслідок чого храм почали підтоплювати ґрунтові води, що спричинило загибель залишків фрескового розпису. Наприкінці 1980-х розпочалася нова перманентна реставрація, яка фактично триває досі.

## Опис

### Архітектура

План церкви Сурб Саркіс

Внаслідок неодноразових перебудов Сурб Саркіс відрізняється складним внутрішнім плануванням та об'ємно-просторовим вирішенням.
Прямокутна у плані центральна частина з трьома папівкруглими абсидами, вівтар орієнтовано на схід. Із заходу широка арка веде до прямокутного у плані притвору. Приміщення, котре прилягає до центральної частини з півночі, складається з двох частин — меншої квадратної і більшої трапецієподібної. Більшість об'ємів храму завершують напівциркульні склепіння на підпружних арках (окрім квадратної частини північного приміщення, перекритої склепінням із нервюрами).
Стіни складено з великих блоків вапняку. Ззовні та зсередини у них вмуровано мармурові та вапнякові хачкари, деякі з яких значно старіші за храм. Будівельні шви ретельно затерті. Дах двохскатний, вкритий черепицею.
Вхід до храму декоровано двома григоріанськими хрестами. Над ним пам'ятна плита з вірменським написом про те, що в 1888 році храм відбудовано після пожежі на кошти, виділені Айвазовським. Старовинні горіхові двері церкви Сурб Саркіс, розділені на дві частини, знаходяться у виставкових залах Ермітажу та Феодосійського краєзнавчого музею.

### Інтер'єр
Інтер'єр було розписано фресками, проте навіть збережені станом на другу половину 20 століття фрагменти втрачено внаслідок підтоплення 1970 року. У вівтарі зберігається хрещальна купіль, прикрашена кам'яним різьбленням.

### Дзвіниця
Перед церквою знаходиться дзвіниця, влаштована під час реконструкції 1888 року у збереженій частині порталу входу, який раніше складав із храмом єдине ціле.
«Дзвіницю-портал» споруджено в XV столітті у вірмено-малоазійському стилі. Її виконано у вигляді альтанки-ківорія. Чотири масивні стовпи з'єднані стрілчастими арками і перекриті хрестовим склепінням. Фриз з північного та південного боків прикрашено з'єднаними в пояс різьбленими розетками.

### Кладовище
Біля церкви з часів Середньовіччя ховали найдостойніших представників вірменської громади міста. Збереглася надгробна плита художника-мініатюриста 17 століття Нікогайоса Цахкарара. Біля західної стіни храму знаходяться склепи Ованеса Айвазяна та його дружини Ганни (†1944).

## Галерея

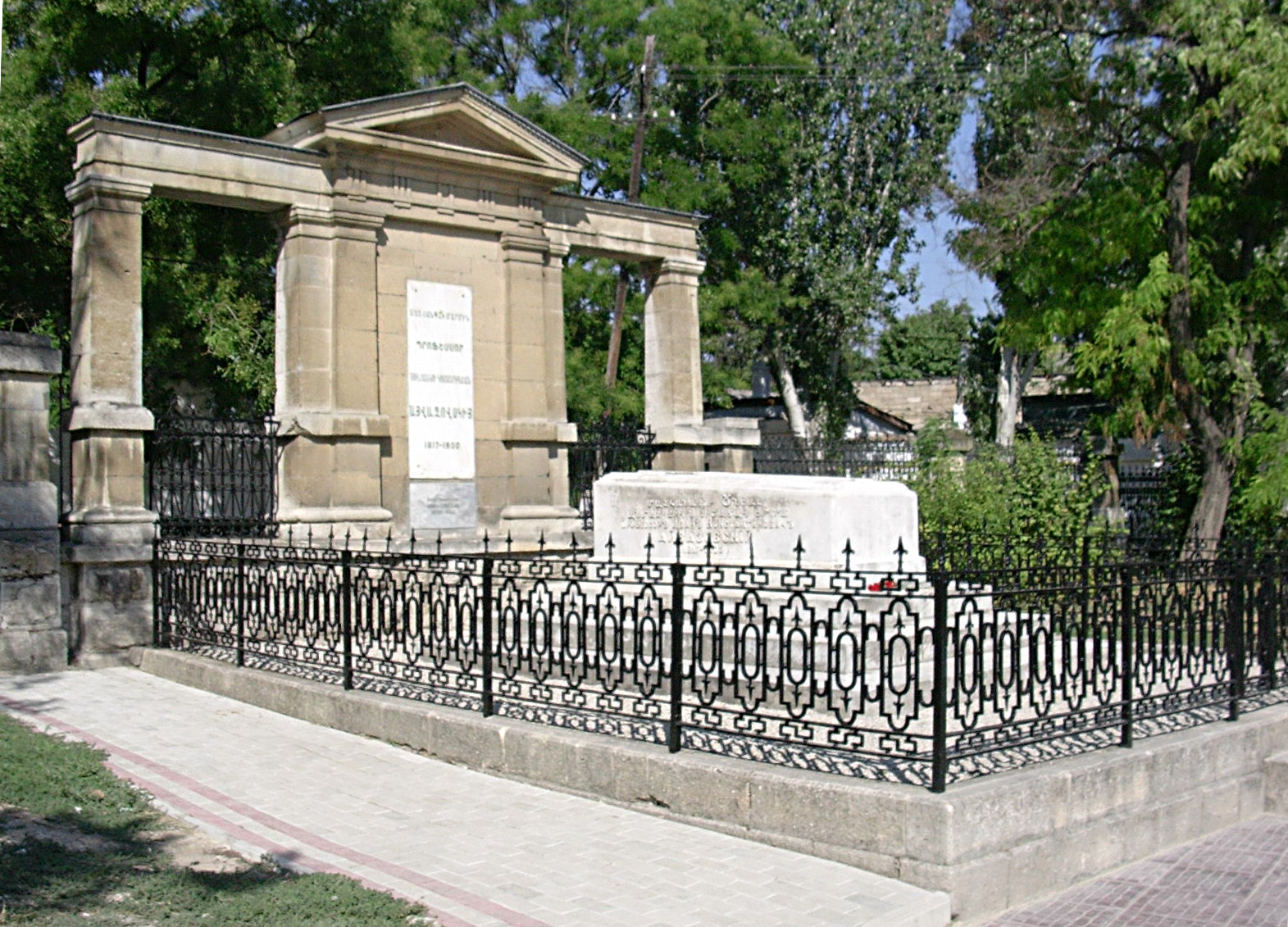
Могила Ованеса Айвазяна
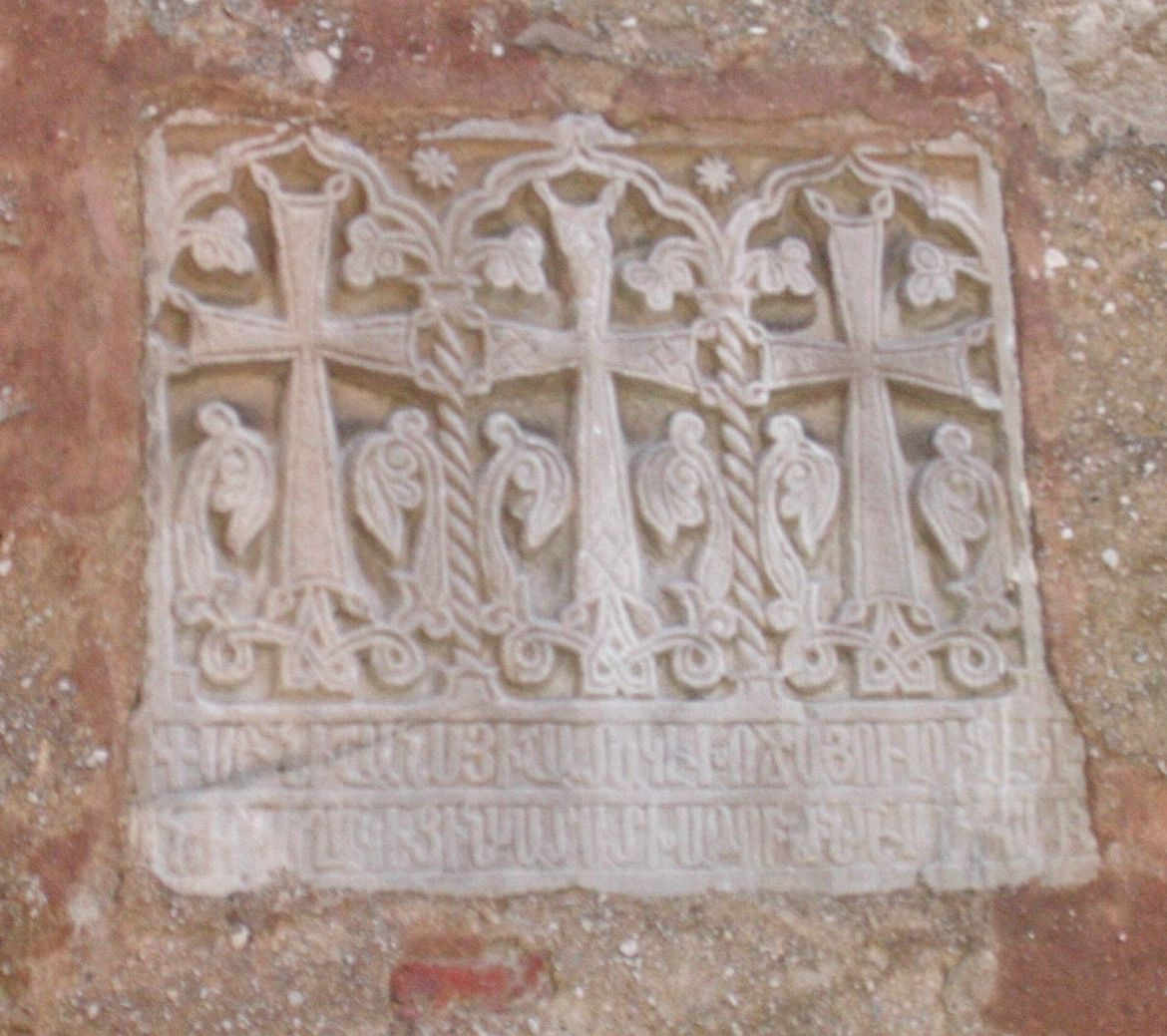
Хачкар
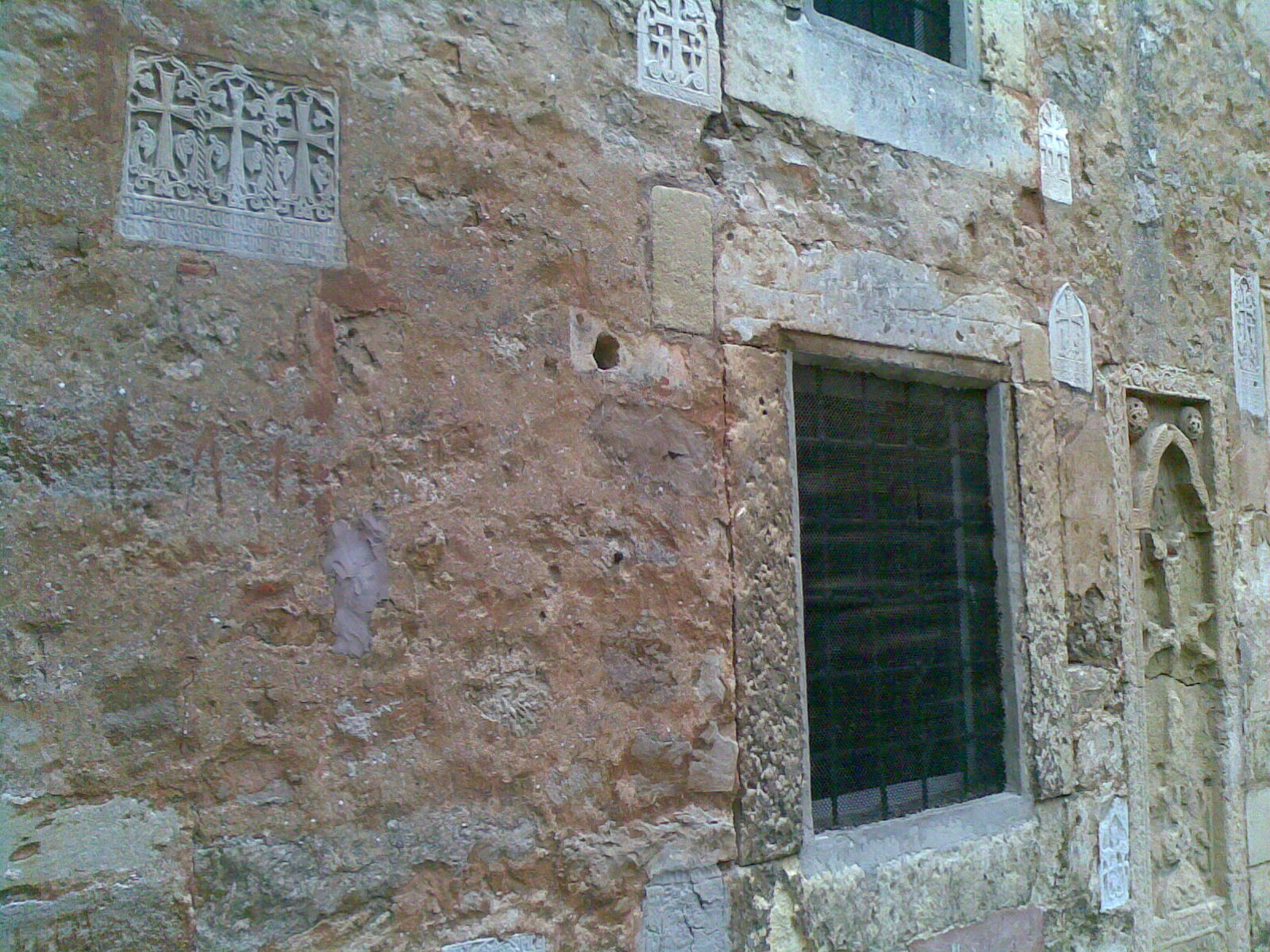
Стіна храму
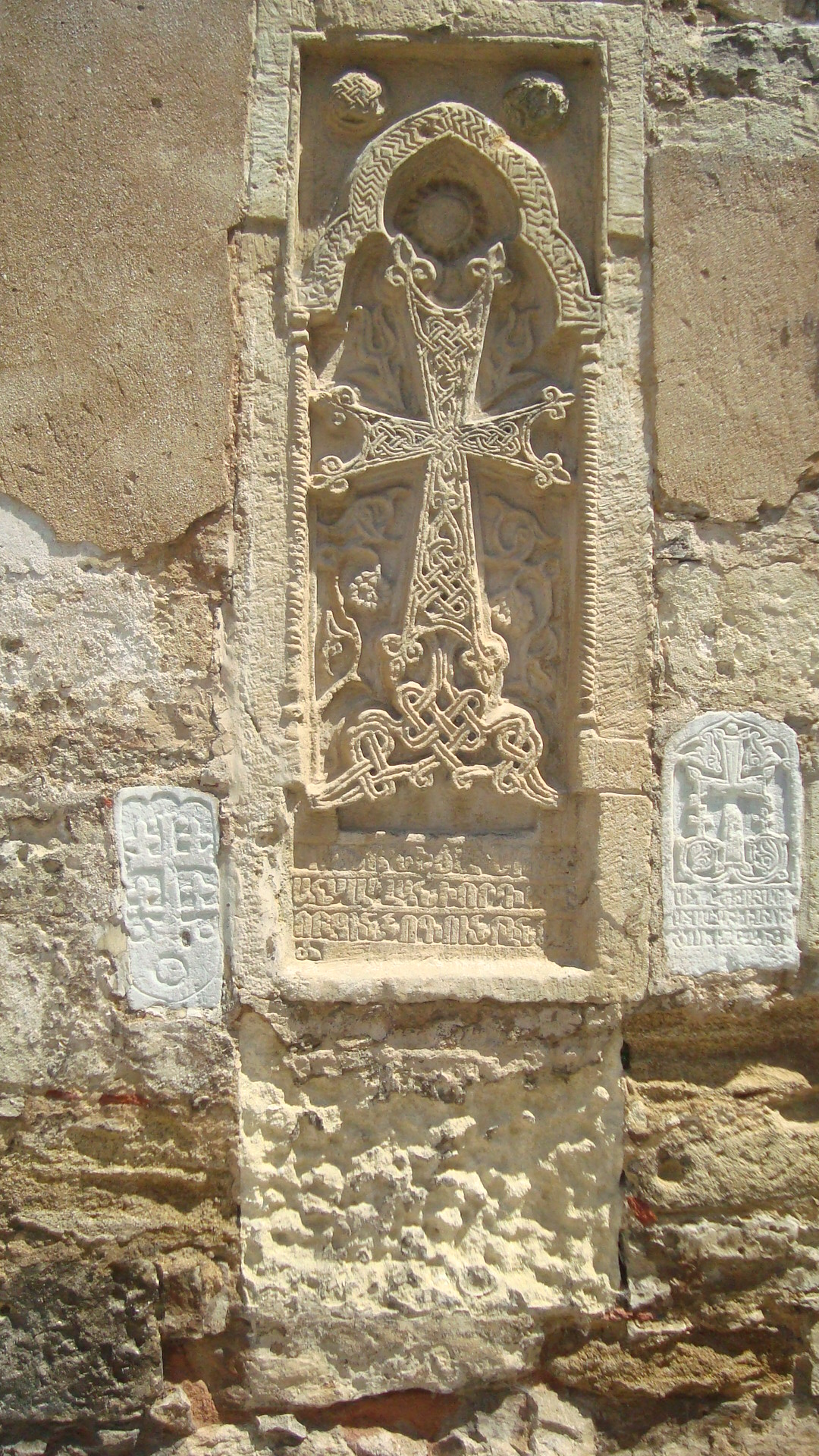
Хачкар